# Löwenburg (Lämershagen)
Die Löwenburg oder Hünensaut bei dem nach ihr benannten ehemaligen Dorf und heutigen Bielefelder Stadtteil Lämershagen-Gräfinghagen ist eine Wallburg einer hochmittelalterlichen Höhenburg im Teutoburger Wald aus der zweiten Hälfte des 12. Jahrhunderts. Die kleine Anlage von knapp 50 Metern Durchmesser liegt auf der östlichen Kuppe des Lewenberges über dem steilen Hang des Einschnittes Markengrund, der hier den südlichen Kamm des Osnings zerteilt.
Bernhard II. Freiherr zur Lippe wollte mit dieser Burg 1177 seine Dorfgründungen im strittigen Grenzgebiet zur Grafschaft Ravensberg sichern. Wie auch der Name der Burg andeutet, war Bernhard zur Lippe ein Parteigänger Heinrichs des Löwen. Schon ein Jahr nach Baubeginn führte Kaiser Friedrich I. Barbarossa einen Kriegszug gegen Heinrich den Löwen, bei dem die Burg wohl schon wieder zerstört wurde. Danach stabilisierte sich die Grenze zwischen Ravensberg und Lippe östlich der Burg am Menkhauser Bach (auch Schopke). Die Grafen von Ravensberg, nun wieder Besitzer des Berges, brauchten nur neun Kilometer südöstlich ihres Hauptsitzes, der Bielefelder Sparrenburg, keine zusätzliche Burg.

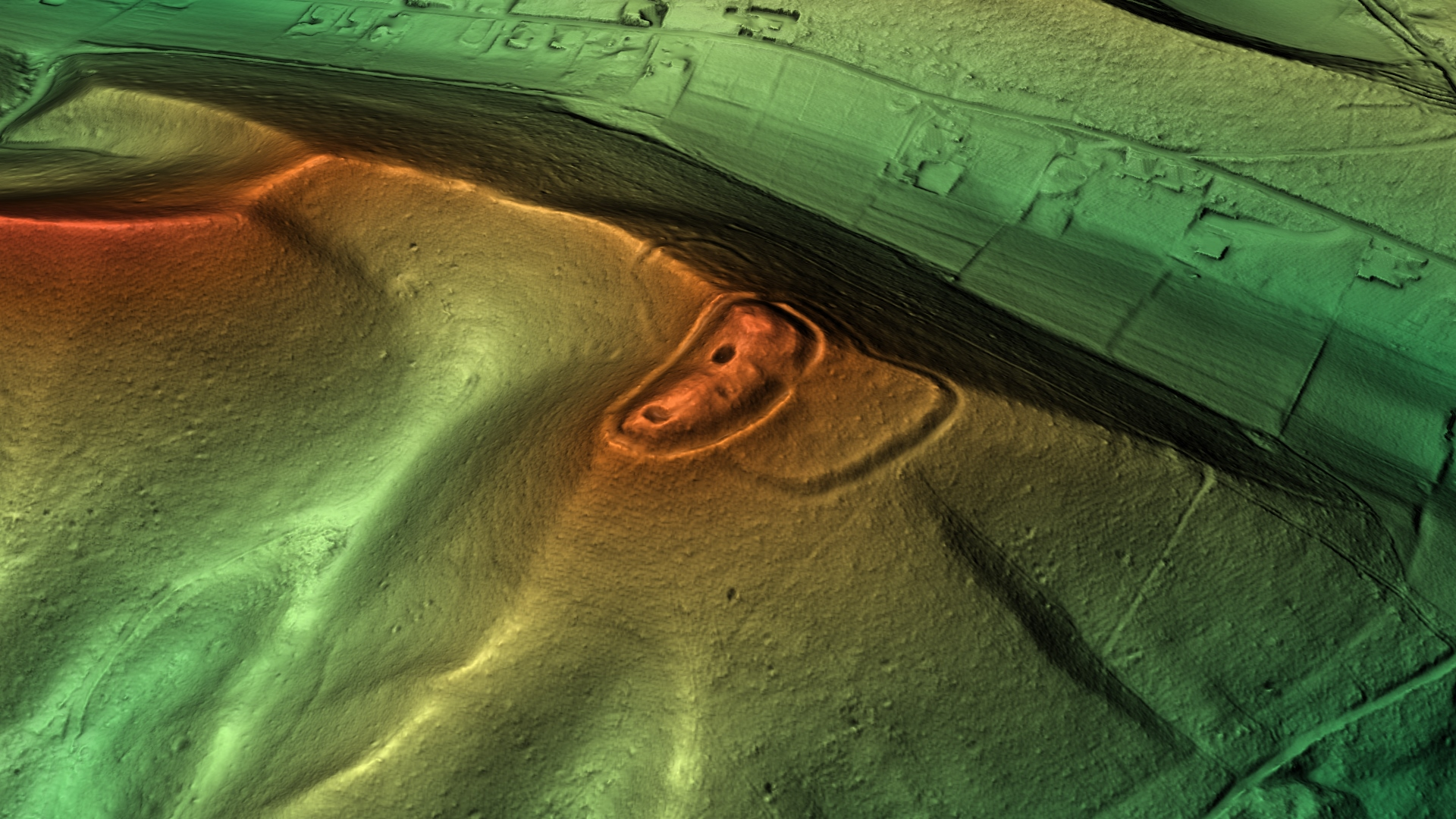
3D-Ansicht des digitalen Geländemodells
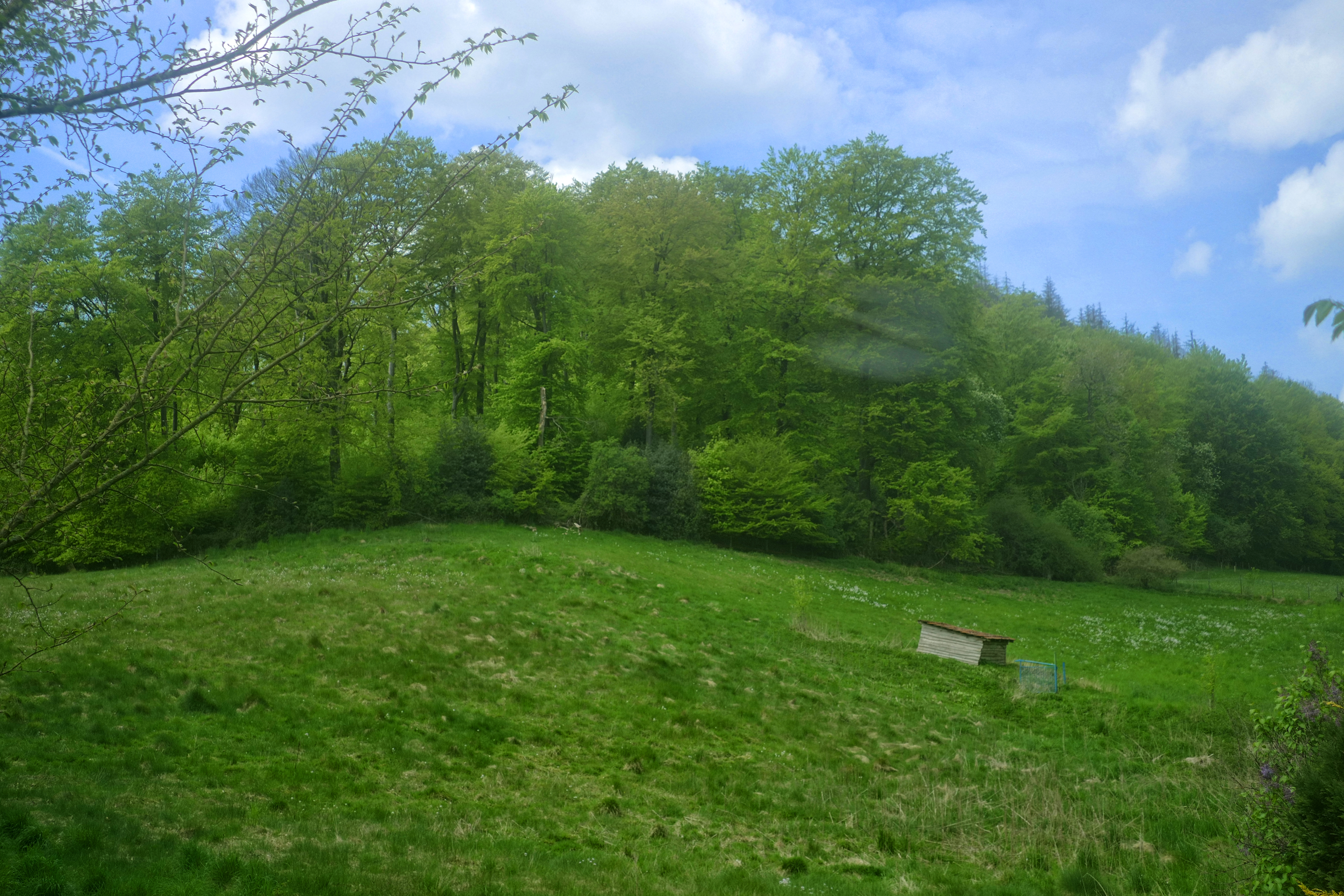
Lewenberg
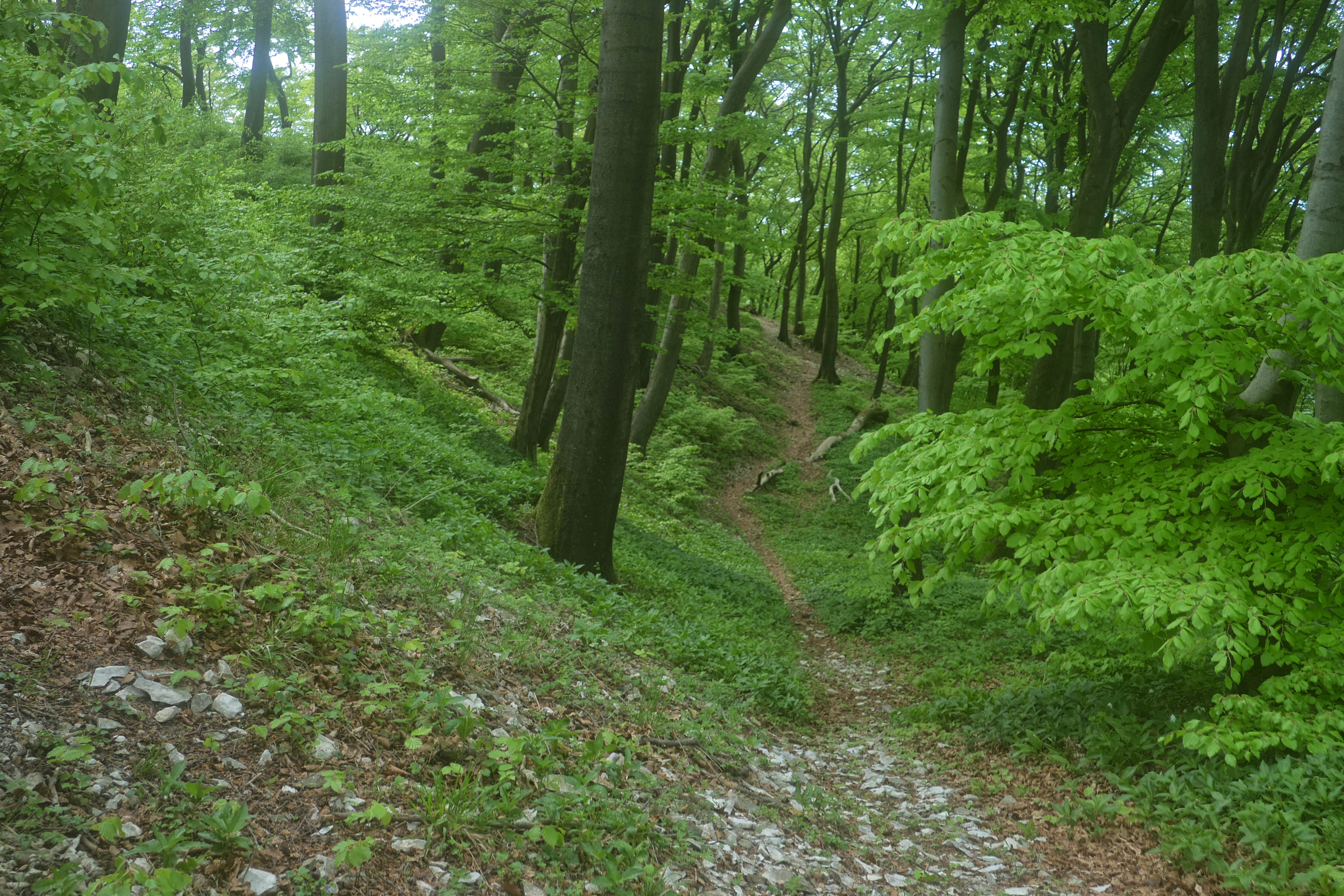
Nordwall der Löwenburg